# 데니즐리주

데니즐리주의 위치

데니즐리주(튀르키예어: Denizli ili)는 튀르키예 서부에 위치한 주로, 에게해 지역에 속한다. 주도는 데니즐리이며 면적은 11,868km2, 인구는 882,938명(2006년 기준), 자동차 번호는 20번, 시외전화 지역번호는 0258번이다. 북쪽으로는 우샤크주, 동쪽으로는 부르두르주와 이스파르타주, 아피온카라히사르주, 서쪽으로는 아이든주와 마니사주, 남쪽으로는 물라주와 접하며 19개 군을 관할한다.